# 默夫里斯伯勒鎮區 (北卡羅萊納州赫德福德縣)
默夫里斯伯勒鎮區（英語：Murfreesboro Township）是位於美國北卡羅萊納州赫德福德縣的一個鎮區。

## 地方資料
默夫里斯伯勒鎮區的面積為134.16平方千米，皆為陸地。根據2020年美國人口普查的數據，當地共有人口5435人，而人口密度為每平方千米40.51人。